# Кривавий кулак 8: Навчений убивати
Кривавий кулак 8: Навчений вбивати (англ. Bloodfist VIII: Trained to Kill) — американський бойовик 1996 року.

## Сюжет
Вдівець-вчитель Рік Коуен регулярно з'ясовує стосунки зі своїм сином підлітком Крісом, і син вважає татуся типовим невдахою. Але одного разу на будинок Коуена раптово нападає ціла банда озброєних головорізів, з якою Рік вдало «розбирається», після чого Кріс дізнається, що його батько агент ЦРУ Джордж МакРеді, який пішов у підпілля, спеціаліст з особливо небезпечних та особливо секретних операцій. Батько і син їдуть до Ірландії, де колишній колега Коуена розповідає, що їх начальники Майкл Пауелл і Емерік Прессбургер віддали найманим кілерам наказ ліквідувати агента, оскільки він занадто багато знає. Однак не тільки кілери вміють вбивати: Джордж МакРеді був навчений цьому ремеслу краще, ніж хто-небудь.

## У ролях
- Дон «Дракон» Вілсон — Рік Коуен / Джордж МакРеді
- Джон Патрік Вайт — Кріс Коуен
- Джилліан МакВіртер — Даніель Мендельсон
- Воррен Бертон — Майкл Пауелл
- Донні Хейр — Емерік Прессбургер
- Річард Фаррелл — майор
- Джон МакХью — детектив Террі О'Лірі
- Конор Нолан — Карло ДЖианіні
- Брендан Мюррей — Стентон
- Майк О'Мехоні — Макграт
- Лайам Сілке — Бернард
- Шон Брюстер — Нік Бертол
- Карл Мілінак — Брайан Фленнаган
- Джеройд Макдоннах — приятель Кріса
- Кріс Плейс — футболіст
- Брайан Волш — директор
- Брендан Севадж — Marine
- П.Дж. Коннеллі — клієнт пабу
- Френк Баррет — бармен
- Френк Махон — поліцейський 1
- Майкл Кенаван — поліцейський 2
- Пол Малдреу — поліцейський 3
- Пі Джей Данліві — поліцейський 4
- Шейн Геоган — поліцейський 5
- Джон Радді — клерк
- Джон Маєрс — охоронець
- Том Бретнек — капітан Болат
- Шон О'Браєн — Джон Бреді
- Стівен Джойс — агент ФБР
- Мішель Конуей — секретар
- Бебінн Келлі — Деббі
- Маргарет Менген — Мерилін
- Мері Монахен — Гейл